# 36e méridien ouest
En géographie, le 36e méridien ouest est le méridien joignant les points de la surface de la Terre dont la longitude est égale à 36° ouest.

## Géographie

### Dimensions
Comme tous les autres méridiens, la longueur du 36e méridien correspond à une demi-circonférence terrestre, soit 20 003,932 km. Au niveau de l'équateur, il est distant du méridien de Greenwich de 4 007 km,.
Avec le 144e méridien est, il forme un grand cercle passant par les pôles géographiques terrestres.

### Régions traversées
En commençant par le pôle Nord et descendant vers le sud au pôle Sud, Le 36e méridien ouest passe par:
| Coordonnées          | Pays, territoire ou mer                    | Notes |
| -------------------- | ------------------------------------------ | --- |
| 90° 00′ N, 36° 00′ O | Océan Arctique                             | |
| 83° 33′ N, 36° 00′ O | Groenland                                  | |
| 65° 59′ N, 36° 00′ O | Océan Atlantique                           | |
| 5° 03′ S, 36° 00′ O  | Brésil                                     | Rio Grande do Norte Paraíba — à partir de 6° 27′ S, 36° 00′ O Pernambouc — à partir de 7° 49′ S, 36° 00′ O Alagoas — à partir de 8° 54′ S, 36° 00′ O |
| 10° 00′ S, 36° 00′ O | Océan Atlantique                           | |
| 54° 34′ S, 36° 00′ O | Géorgie du Sud-et-les îles Sandwich du Sud | Île de la Géorgie du Sud |
| 54° 52′ S, 36° 00′ O | Océan Atlantique                           | |
| 60° 00′ S, 36° 00′ O | Océan Austral                              | |
| 77° 57′ S, 36° 00′ O | Antarctique                                | Liste des territoires à la fois par l' Argentine (Antarctique argentin) et le Royaume-Uni (Territoire antarctique britannique)                       |